# 코스타리카의 대외 관계
코스타리카는 국제 사회의 적극적인 일원이며, 1983년에는 중립국임을 선언하였다. 자국의 외교 방식을 지지하는 강력한 세력이 존재함에 따라, 코스타리카는 국가 규모에 비해 국제 문제에서 상당한 영향력을 행사하고 있다. 코스타리카는 유엔 인권최고대표사무소(OHCHR) 설립을 위해 적극적으로 로비했으며, 산호세에 본부를 둔 미주인권재판소의 관할권을 최초로 인정한 국가가 되었다.
코스타리카의 대외 정책은 외교종교부의 소관이다.

## 각국별 대외 관계

### 아메리카

#### 미국
미국은 코스타리카의 가장 중요한 교역 대상국이다. 미국은 코스타리카의 수출, 수입, 관광의 거의 절반을 차지하며, 외국인 투자의 3분의 2 이상을 차지하고 있다. 양국은 환경에 대한 관심이 점차 커지고 있으며, 코스타리카의 중요한 열대 자원을 보존하고 환경 파괴를 방지하고자 하는 공통된 목표를 가지고 있다. 2007년, 미국은 열대림보존법에 따라 코스타리카의 산림 보호 및 보존을 조건으로 한 채무 탕감 협정을 체결하였으며, 이는 자연 채무 스왑의 일환으로 이루어진 현재까지 가장 규모가 큰 사례이다.

#### 멕시코
멕시코와 코스타리카 간의 외교 관계는 1838년에 수립되었다.
코스타리카는 멕시코시티에 대사관을 두고 있으며, 멕시코는 산호세에 대사관을 두고 있다.

### 아시아

#### 대한민국
대한민국과 코스타리카 간의 외교 관계는 1962년 8월 15일에 수립되었다.